# Tichilești
Tichileşti é uma comuna romena localizada no distrito de Brăila, na região de Muntênia. A comuna possui uma área de 41.89 km² e sua população era de 3813 habitantes segundo o censo de 2007.